# Drüse

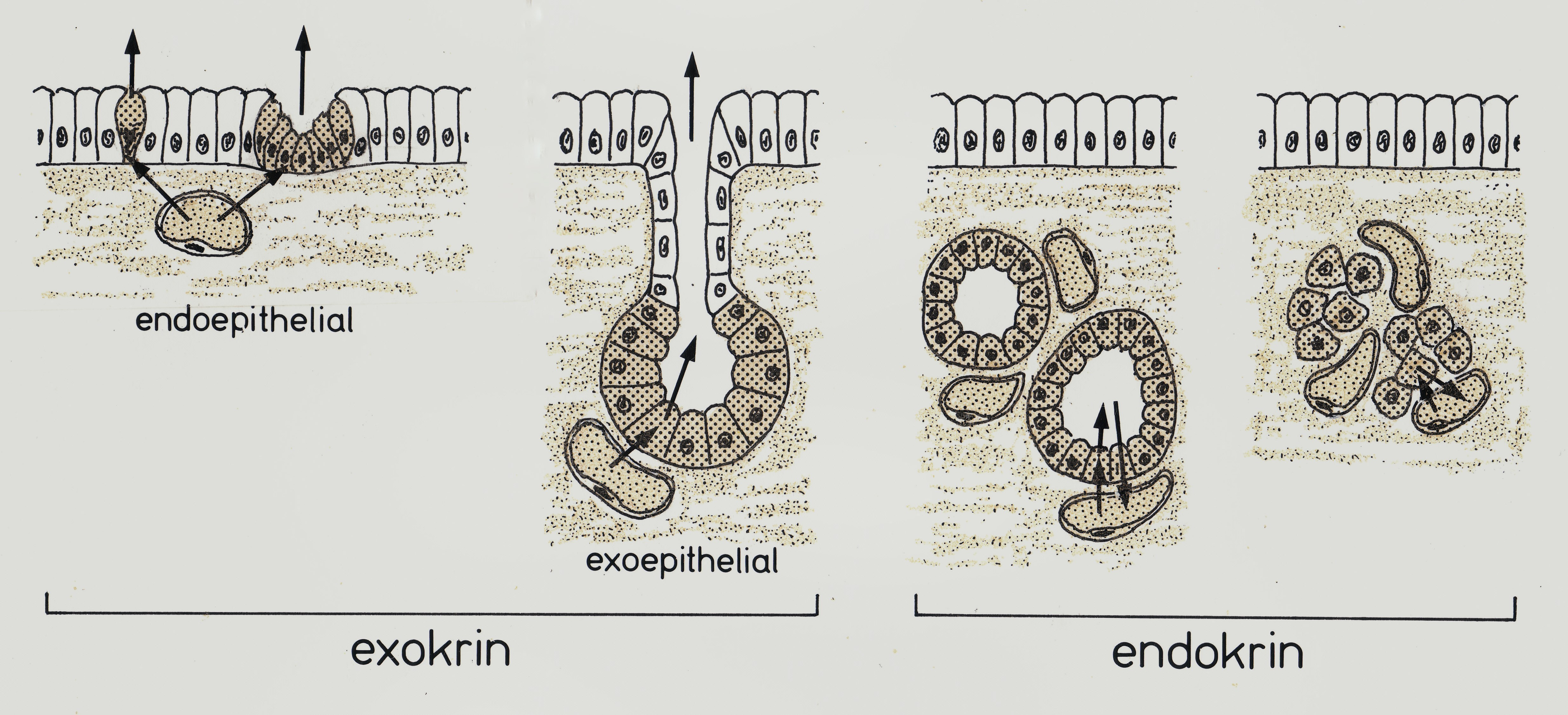
Schematische Darstellung der Drüsentypen

Als Drüse (lateinisch Glandula) wird in der Anatomie ein Organ bezeichnet, das eine (chemische) Substanz produziert und über Sekretion (wenn sie anderswo im oder am Körper Verwendung findet) oder Exkretion (wenn sie ausgeschieden werden soll) ausschüttet. Seit Mitte des 19. Jahrhunderts wurde, erstmals durch den französischen Physiologen Claude Bernard, zwischen innerer Sekretion und äußerer Sekretion unterschieden.

## Exkretorische Drüsen
Exkretorische Drüsen (auch exokrine Drüsen genannt) geben ihr Sekret an eine innere oder äußere Körperoberfläche ab. Oft liegen sie im Bindegewebe unter dem Epithel und sind mit diesem durch einen Ausführungsgang verbunden. Die Entstehung des Ausführungsgangs erklärt sich aus der Tatsache, dass diese Drüsen (zum Beispiel Schweißdrüsen und Speicheldrüsen) in ihrer embryonalen Entstehungsgeschichte von der Oberfläche des Epithels in die Tiefe verlagert werden und sich dort zu Organen mit den für sie typischen spezialisierten Epithelzellen differenzieren, aber mit der ursprünglichen Epitheloberfläche in Verbindung bleiben.

## Inkretorische Drüsen
Inkretorische Drüsen (auch endokrine Drüsen oder Hormondrüsen genannt) entwickeln sich wie exkretorische Drüsen ausgehend vom Oberflächenepithel, allerdings geht hier die Verbindung im weiteren Entwicklungsverlauf verloren, so dass kein Ausführungsgang besteht. Inkretorische Drüsen (von dem Anatom und Physiologen Johannes Müller als Blutgefäßdrüsen, kurz Blutdrüsen, beschrieben) geben ihr Sekret (auch Inkret genannt) deshalb in den Extrazellularraum ab. Hormone gelangen von dort aus per Diffusion in den Blutkreislauf. Die Gesamtheit dieser „innersekretorischen“ Drüsen (zum Beispiel Schilddrüse und Bauchspeicheldrüse) wird als endokrines System bezeichnet.